# Мухолов рудоволий
Мухолов рудоволий (Poecilotriccus russatus) — вид горобцеподібних птахів родини тиранових (Tyrannidae). Мешкає в Південній Америці.

## Поширення і екологія
Рудоволі мухолови живуть у вологих гірських тропічних лісах в тепуях на південному сході Венесуели, на південному заході Гаяни та на півночі бразильського штату Рорайма. Зустрічаються на висоті від 1200 до 2500 м над рівнем моря.